# Pintor de Honolulu

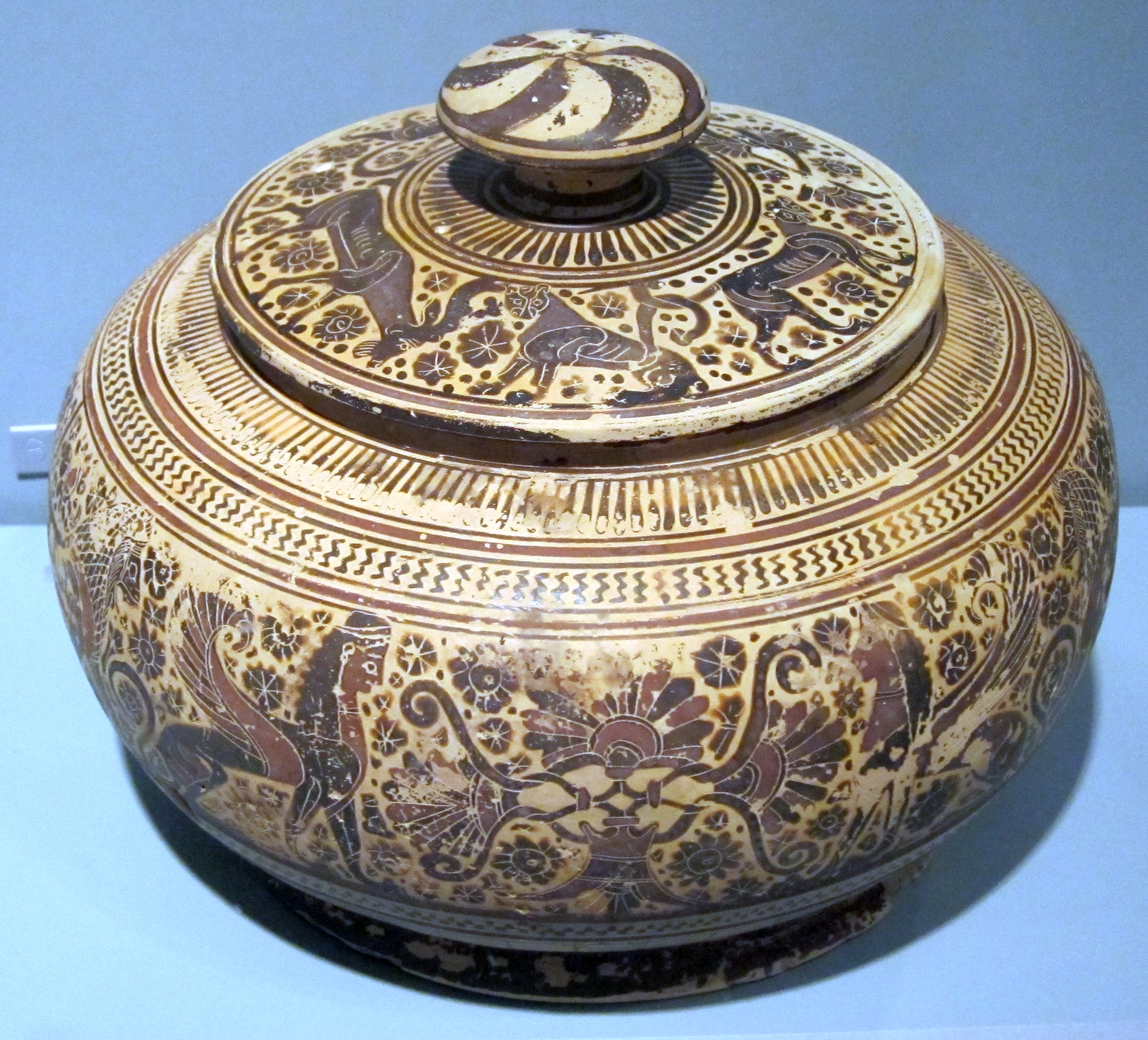
Píxide del en el Museo de Arte de Honolulu.

Como Pintor de Honolulu se conoce a un artista que pintó piezas de cerámica griega en la polis de Corinto durante el ̟siglo VI a. C., aunque no firmó ninguna. Basándose en consideraciones estilísticas, el profesor de arqueología de la Universidad de California en Berkeley Darrell Arlynn Amyx (1911–1997) reconoció que ciertas piezas de cerámica de varios museos del mundo las pintó la misma mano, entre ellas la más importante una píxide del siglo VI a. C. en el Museo de Arte de Honolulu.